# 7133 Kasahara
7133 Kasahara este un asteroid din centura principală de asteroizi.

## Descriere
7133 Kasahara este un asteroid din centura principală de asteroizi. A fost descoperit pe 15 octombrie 1993 la Kitami de Kin Endate și Kazuro Watanabe. Asteroidul prezintă o orbită caracterizată de o semiaxă mare de 2,40 ua, o excentricitate de 0,11 și o înclinație de 14,7° în raport cu ecliptica.